# 紫草属
紫草属（学名：Lithospermum）是紫草科一属植物。
紫草 是指紫草科紫草属的几种植物。紫草的根在春秋季采挖干燥后称为「紫根」，是天然紫色染料和中草药。
为多年生草本，生于田野、路边及干燥多石的灌木地带。全体有白色刚毛。根粗大圆柱形，扭曲有分枝，长7-14cm，直径1-2cm。表面紫红色或紫黑色，粗糙有纵纹，皮薄易剥落，断面皮部深紫色，木质部灰黄色。茎直立，高达60厘米，通常仅上部有分枝。叶互生，披针形或狭披针形，长4.5-8厘米，宽1-2厘米，无柄或具柄，呈暗灰绿色，两面粗糙。总状花序，顶生。花冠白色高碟状， 苞叶披针形，花萼有5深裂。雄蕊5枚，子房上位，2室。小坚果4枚。花期5-6月，果期7-8月。

## 分类
日本土产的紫草，也称硬紫草，植物分类学上为Lithospermum officinale， 中国大陆、韩国等地一般则为Lithospermum erythrorhizon（别名：硬紫草、大紫草、红条紫草）。另外，中国大陆和台湾也见软紫草（新疆紫草），为Lithospermum euchromum 。
本属包括以下物种：
- 田紫草 Lithospermum arvense
- 紫草 Lithospermum erythrorhizon
- 石生紫草 Lithospermum hancockianum
- 小花紫草 Lithospermum officinale
- Lithospermum purpurocaeruleum
- 梓木草 Lithospermum zollingeri

## 用途
紫草在中医中又称紫丹、紫草根子，认为其性味甘微苦、酸、寒，有清热凉血、活血，解毒透疹的作用。临床上外敷治疗火伤、冻伤、刀伤和湿疹，内服通便和利尿。
在古代日本，紫草染制的布匹被认为颜色高贵，因此紫草是献给天皇的贡品之一。古典小说《源氏物語》中紫之上（紫姬）的名字即来自于此。
在一些川菜中，少量的紫草被用作食品颜料，给红油、火锅等增加红色。